# محمد خير عيسى رجب
محمد خير عيسى رجب هو كاتب وباحث أردني من أصول شركسية.

## الشهادات العلميّة
أ) بكالوريوس فلسفة وعلم اجتماع / جامعة دمشق - سوريا 1968.
ب) بكالوريوس أدب إنجليزي / الجامعة اللبنانية - بيروت، لبنان 1978.
ج) دبلوم عالي إعلام / الجامعة الأردنيّة - الأردن 1981 (الترتيب الأوّل على الدفعة)، وهو أول شخص من وادي السير يحوز على هذا الترتيب في الدراسات العليا حتى العام 1981، ايضاً.

## أهم المناصب التي تولّاها
أ) معلّم في وزارة التربية والتعليم من 1962 - 1978.
ب) رئيس قسم الأخبار الإنجليزيّة في الإذاعة الأردنيّة من 1979 - 1989.
ج) المدير الإداري والمالي في وزارة الثقافة 1990 - 1992.
د) مساعد المدير العام، ثم القائم بأعمال المدير العام لدائرة المكتبة الوطنيّة، من عام 1992 ولحين إحالة نفسه على التقاعد عام 1999. كما انه حاصل على الدرجة الخاصّة.

## الدورات العلميّة
عدة دورات في الصحافة والإعلام، منها:
- معهد الصحافة الدولي لمدّة ثلاثة شهور في بلغراد / يوغسلافيا عام 1983.
- دورة استطلاعيّة لمدة شهر في عدد من الولايات في أمريكا عام 1988.
- دورة مكتبية قصيرة في تونس عام 1995 حول دور المكتبات الوطنيّة والعامّة في المجتمع.

## النشاطات الأكاديمية والإجتماعية
أ) عضو مؤسس لفرع الجمعيّة الخيريّة الشركسيّة في وادي السّير عام 1961. وعضو لجنة إداريّة فيها لعدد من المّرات، ونائب لرئيس اللجنة لدورة واحدة.
ب) عضو مؤسس للمجلس العشائري الشركسي الأردني / لجنة وادي السّير عام 1997.
ج) عضو أكثر من مرّة في لجنة تحرير مجلّة " الإخاء" التي تصدرها الجمعية منذ عام 1969. ورئيساً لتحريرها من عام 
2000 - 2002.
د) ناشر لعدد من المقالات ذات العلاقة بالشأن العام في صحيفة "الدستور" المحليّة، وأخرى تحليلات أدبية في مجلّة «أفكار» الأردنيّة، وناشر لعشرات المقالات والدراسات والأبحاث ذات العلاقة بالشأن الشركسي في مجلّة «الإخاء»، ولا يزال.